# 후쿠다 하지메
후쿠다 하지메(일본어: 福田 一, 1902년 4월 1일~1997년 9월 2일)는 14선 중의원 의원을 지낸 일본의 정치인이다.

## 생애
1902년 4월 1일에 지금의 후쿠이현 오노시에서 태어났다. 구제 제일 고등학교를 거쳐 1927년에 도쿄 제국대학(지금의 도쿄 대학) 법학부 불법과를 졸업했다. 도메이 통신사 기자 생활을 하다가 1947년에 총선에 출마했으나 낙선했다. 2년 뒤 총선에서 당선돼 정치인이 되었다.
1962년 7월 이케다 하야토 총재 때 통산상으로 처음 입각하여 2년을 재임했으며 이후 1972년 7월 다나카 가쿠에이 총재 때 자치상 겸 홋카이도 개발청 장관을 5개월 역임했다. 1974년 11월 미키 다케오 총재 때 다시 자치상 겸 국가공안위원장 겸 홋카이도 개발청 장관이 되어 1년 10개월을 재임했으며 1976년 12월 후쿠다 다케오 총재 때 10개월간 법무상을 지냈다.
자치상으로 재임하던 1975년 1월 21일 참의원 결산위원회에서 "나는 이치카와 후사에 씨만큼 국민을 존경하지 않는다"라고 발언했다가 야당의 강한 반발을 초래했다. 후쿠다는 발언을 취소한 뒤 사죄했다. 6월에는 도쿄도의 일본무도관에서 진행된 전 총리대신 사토 에이사쿠의 국민장에 총리대신 미키 다케오가 참석했다가 우익 인사로부터 저격당하는 사건이 발생했다. 국가공안위원장이던 후쿠다는 사건이 발생한 지 4시간이 지나 기자회견을 열어 "경찰청 장관 및 이하 간부를 불러 책임 소재를 명확히 할 것을 지시했다"라고 밝혔으며 사건을 사전에 막지 못한 것에 대해서 사과했다.
법무상으로 재직하던 1977년 9월 28일에 일본항공 472편 납치 사건이 발생했다. 사건을 일으킨 일본적군은 일본에서 복역·구류 중인 일본적군 멤버 9명의 석방을 요구했는데 후쿠다는 검사총장 가미야 히사오 등과 함께 이에 강력히 반대했다. 하지만 총리대신 후쿠다 다케오는 "사람의 목숨은 지구보다 무겁다"라며 범인의 요구를 들어주기로 결정했다. 석방 이후 후쿠다 하지메는 주변의 만류를 뿌리치고 법무상을 사임했다.
호쿠리쿠 신칸센의 노선이 발표되었을 때 당초에는 후쿠이역까지로 되어 있었으나 갑자기 다음 날에 미나미에치역(에치젠타케후역의 임시 명칭)까지 연장되었다. 원래 노선이 미나미에치역까지로 절충이 이루어졌었는데 후쿠다에게 알리지 않은 채 노선을 축소했던 것이었다. 이 사실을 알게 된 후쿠다가 화를 내서 다음 날에 급히 변경되었다.
1980년 7월에 제62대 일본 중의원 의장에 취임했다. 1983년에 록히드 사건으로 재판을 받고 있던 전 총리대신 다나카 가쿠에이가 1심에서 유죄 판결을 받자 야당은 다나카의 의원 사직 권고 결의안을 상정하려 했고 자민당이 이를 막아서면서 국회가 공전했다. 후쿠다는 참의원 의장 기무라 무쓰오와 함께 정부 중요 법안의 심의 촉진을 조건으로 해산 후 총선을 치를 것을 야당에게 제안했다. 야당이 이를 받아들이면서 중의원 해산이 이루어졌다.
1988년 「소비세법」안이 본회의에 상정되었을 때 반대표를 던졌다. 그럼에도 법률안이 통과되자 후쿠다는 "선거구민에게 소비세 도입은 없을 것이라 설명했는데 면목이 없다. 유권자를 배신할 수 없다. 이는 자민당이 나를 배신한 것이다"라며 자민당을 탈당해 버렸다. 당황한 자유민주당 집행부는 전현직 총리대신과 간부, 파벌 회장 등이 총출동하여 후쿠다를 설득했으나 후쿠다는 고집을 꺾지 않았다. 이후 후쿠다는 차기 총선에 불출마하고 정계를 은퇴했다.
후쿠다가 정계를 은퇴하자 후원회가 후쿠다의 사위를 후계자로 옹립했지만 후쿠다는 "정치는 세습해선 안 된다"라며 이를 지지하지 않았다. 캠프에서는 후쿠다의 이름인 '一' 자를 강조하는 포스터를 제작하는 등 고심했지만 세습에 반대하는 후쿠다의 뜻에 동조한 유권자들은 그를 지지하지 않아 낙선했다.
1997년 9월 2일에 도쿄도 이타바시구의 한 병원에서 폐렴으로 사망했다. 향년 95세. 사후 종2위에 추서됐다.

## 후쿠다를 연기한 배우
- 와자키 슌야: 1983년 영화 『소설 요시다 학교』

## 역대 선거 기록
|  | 6.9% |

|  | 11.3% |

|  | 13.9% |

|  | 15% |

|  | 12.7% |

|  | 15.79% |

|  | 18.12% |

|  | 20.41% |

|  | 21.35% |

|  | 16.65% |

|  | 19.79% |

|  | 14.18% |

|  | 25.23% |

|  | 19.99% |

|  | 24.13% |

|  | 20.3% |

| 전임 사토 에이사쿠 | 제21·22대 통상산업대신 1962년 7월 18일~1964년 7월 18일 | 후임 사쿠라우치 요시오 |

| 전임 도카이 모토사부로 | 제33대 홋카이도 개발청 장관 1972년 7월 7일~1972년 12월 22일 | 후임 에사키 마스미 |

| 전임 도카이 모토사부로 | 제19대 자치대신 1972년 7월 7일~1972년 12월 22일 | 후임 에사키 마스미 |

| 전임 마치무라 긴고 | 제36·37대 홋카이도 개발청 장관 1974년 11월 11일~1976년 9월 15일 | 후임 아마노 기미요시 |

| 전임 마치무라 긴고 | 제22·23대 국가공안위원장 1974년 11월 11일~1976년 9월 15일 | 후임 아마노 기미요시 |

| 전임 마치무라 긴고 | 제36·37대 자치대신 1974년 11월 11일~1976년 9월 15일 | 후임 아마노 기미요시 |

| 전임 이나바 오사무 | 제35대 법무대신 1976년 12월 24일~1977년 10월 5일 | 후임 세토야마 미쓰오 |

| 전임 나다오 히로키치 | 제62대 중의원 의장 1980년 7월 17일~1983년 11월 28일 | 후임 후쿠나가 겐지 |